# Molly Morgan
Molly Morgan, född 1762, död 1835, var en australisk straffånge och landägare. 
Hon deporterades till Australien för stöld 1789. Hon lyckades återkomma till England genom att bli älskarinna till kaptenen för ett fartyg på väg till England 1794. Sedan hon bränt ned sin makes hus, deporterades hon en andra gång till Australien 1803. Hon dömdes 1814 till fängelse för stöld. 
Vid sin frigivning 1819 hade hon genom gott uppförande vunnit myndigheternas förtroende nog för att bli tilldelad mark. Hon öppnade ett värdshus, Angel Inn, som blev en betydande verksamhet, och kunde bygga upp en förmögenhet. År 1828 kallades hon en av områdets största jordägare. Hon var känd för att ge assistans till behövande och andra nybyggare, och donerade också till en skola. 
Flera saker i New South Wales har fått sitt namn efter henne.